# Distribuzione logaritmica
In teoria delle probabilità la distribuzione logaritmica (o della serie logaritmica) è una distribuzione di probabilità discreta sui numeri interi positivi che esprime lo sviluppo in serie di Taylor del logaritmo naturale,
{\displaystyle \log(1-x)=-{\Big (}x+{\frac {x^{2}}{2}}+{\frac {x^{3}}{3}}+...{\Big )}}.
La distribuzione venne descritta da Ronald Fisher in uno studio sulla genetica delle popolazioni.

## Definizione
La distribuzione logaritmica di parametro {\displaystyle p\in ]0,1[} attribuisce le probabilità
{\displaystyle P(n)={\frac {1}{-\log(1-p)}}{\frac {p^{n}}{n}}={\frac {1}{\log {\frac {1}{1-p}}}}{\frac {p^{n}}{n}}} per {\displaystyle n>0}.
Siccome la serie di Taylor (o di Maclaurin) di {\displaystyle -\log(1-x)} ha raggio di convergenza 1, la probabilità totale è 1.
La funzione di ripartizione è
{\displaystyle F(n)=1+{\frac {\mathrm {B} _{p}(n+1,0)}{\log(1-p)}}},
dove {\displaystyle \mathrm {B} _{p}} è la funzione Beta incompleta.

## Caratteristiche
Una variabile aleatoria {\displaystyle X} con distribuzione logaritmica di parametro {\displaystyle p} ha
- momenti semplici

{\displaystyle \mu _{k}=E[X^{k}]={\frac {1}{\log {\frac {1}{1-p}}}}\sum _{n>0}n^{k-1}p^{k}},
tramite i quali si possono esprimere
- la speranza matematica

{\displaystyle E[X]={\frac {1}{\log {\frac {1}{1-p}}}}{\frac {p}{1-p}}}
- e la varianza

{\displaystyle {\text{Var}}(X)=E[X^{2}]-E[X]^{2}={\frac {1}{-(1-p)^{2}\log(1-p)}}-{\Big (}{\frac {p}{-(1-p)\log(1-p)}}{\Big )}^{2}}.
La funzione generatrice dei momenti è
{\displaystyle g_{X}(t)=E[e^{tX}]={\frac {1}{-\log(1-p)}}\sum _{n>0}{\frac {(pe^{t})^{n}}{n}}={\frac {\log(1-pe^{t})}{\log(1-p)}}}.
Inoltre siccome la funzione {\displaystyle p^{n}/n} è decrescente, {\displaystyle P(n)} assume il valore massimo in 1, la moda.

## Altre distribuzioni

### Formula ricorsiva
La distribuzione logaritmica di parametro {\displaystyle p} soddisfa la ricorsione di Panjer
{\displaystyle P(n)=(p+{\tfrac {-p}{n}})P(n-1)} per {\displaystyle n>1}
ma è limitata al supporto {\displaystyle \mathbb {N} \setminus \{0\}}. (La distribuzione di Panjer con gli stessi parametri definisce una distribuzione degenere, con {\displaystyle P(1)=(p-p)P(0)=0}.)

### Distribuzione composta di Poisson
Se la variabile aleatoria {\displaystyle N} segue una distribuzione di Poisson allora la somma di {\displaystyle N} variabili aleatorie indipendenti {\displaystyle X_{1},...,X_{N}} con una stessa distribuzione logaritmica,
{\displaystyle X_{1}+...+X_{N}},
segue una distribuzione di Pascal (o binomiale negativa).
In altri termini, la distribuzione di Pascal è una distribuzione composta di Poisson della distribuzione logaritmica.